# Oswald Schmiedeberg
Oswald Schmiedeberg (10 de outubro de 1838 — 12 de julho de 1921) foi um farmacologista alemão.
Schmiedeberg nasceu em Laidsen Gut no Império Russo província de Curlândia. Em 1866, ele obteve seu doutorado em Medicina pela Universidade de Tartu. Mais tarde, ele foi assistente de Rudolf Buchheim (1820-1879) em  Dorpat (Tartu). Em 1872 ele se tornou um professor de farmacologia na Universidade de Estrasburgo, onde permaneceu pelos próximos 46 anos. Schmiedeberg é muitas vezes reconhecido como o "pai da farmacologia moderna".
Fundou junto com Bernard Naunyn a primeira revista de farmacologia de publicação regular.